# Кауделла, Франц Серафим
Франц (Франциск) Серафим Кауделла (рум. Francisc Serafim Caudella; 28 декабря 1812 — 26 декабря 1868) — румынский композитор, виолончелист, пианист, органист и музыкальный педагог.

## Биография
Немецкого происхождения. Отец скрипача, дирижёра и композитора Эдуарда Кауделла.
Музыкант-самоучка, в 1830 году приехал из Вены и поселился в Яссах. Сначала работал виолончелистом с французскими и немецкими театральными труппами. После того, как он стал известен тем, что обучал музыке боярских детей, в октябре 1860 года был назначен первым директором только что созданной музыкальной школы в Яссах, которая в 1864 году стала консерваторией.